# Masoud Soltanifar
Masoud Soltanifar (in persiano: مسعود سلطانی‌فر; Tehran, 5 febbraio 1960) è un politico e storico iraniano, Ministro dello sport e della gioventù dal 2016 al 2021.